# Пику
Пику (порт. Ponta do Pico) — спящий стратовулкан, расположенный на Срединно-Атлантическом хребте, является самой высокой точкой хребта, острова Пику и Португалии.

## Географические сведения
Возвышается на 2351 м над уровнем моря и на 6098 м уходит под воду. Вулканический кратер имеет диаметр 500 м и глубину 30 м.
Все известные истории извержения Пико происходили из жерл на его склонах, а не из кратера на вершине. Последнее зарегистрированное извержение было в декабре 1720 года. Наиболее сильные извержения были в 1562—1564 (лавовые потоки достигли берега моря), 1718 и 1720 годах. Пути лавовых потоков видны до сих пор.
На вершине Пику находится зона постоянной дегазации, характеризующаяся выбросом водяного пара с температурой от 50 °C до 75 °C. Кроме того, на высоте от 1500 до 2000 метров над уровнем моря также существуют другие жерла с дегазацией.
Гора Пику более чем в два раза превосходит по высоте все остальные горы на Азорских островах и является горой с самой большой подводной частью, благодаря чему занесена в Книгу рекордов Гиннесса. Подъём на гору занимает от двух до четырёх часов. Территория вулкана является заповедником с 1972 года.

## Галерея
- Пещера на горе Пику
- Кратер Pico Alto на вершине вулкана
- Вершина горы
- Вид на гору Пику с острова Грасиоза
- Ландшафт восточного склона Пику
- Вид на Мадалену и остров Фаял
- Снег на вершине в начале 2006 года